# Windows Phone 8.1
Windows Phone 8.1 — версия мобильной операционной системы Windows Phone, выпущенная в июле 2014 года.

## Разработка
Презентация нового обновления прошла 2 апреля 2014 года на ежегодном мероприятии компании Microsoft — Build 2014. 14 апреля 2014 года началась рассылка Preview-версии, которую можно установить, имея приложение для разработчиков «Preview for Developers».
16 июля началась официальная рассылка обновления Windows Phone 8.1 с прошивкой Lumia Cyan в некоторых регионах Европы, начиная с Финляндии, Тайвань и Аргентины. Обновление получили все смартфоны до конца августа 2014 года (за исключением Lumia 1520). 15 августа Windows Phone 8.1 с Lumia Cyan в России начали получать модели как: Lumia 1320, 1020, 920, 820, 720, 625, 530, 525, 520. Lumia 1520 получил обновление в последнюю очередь, к середине сентября 2014 года.
В декабре 2014 года началось распространение Windows Phone 8.1 Update 1 с прошивкой Lumia Denim. Обновление было предустановлено на Lumia 535. Оно стало доступно с 17 декабря в Китае, с 19 декабря в некоторых странах Европы. В России его распространение началось с 6 февраля 2015 года, первым обновился Lumia 730.
Обновление Windows Phone 8.1 Update 2 не является приоритетным из-за разработки Windows 10, поэтому не планируется для уже выпущенных смартфонов. Однако обновление уже предустановлено в смартфоны Microsoft Lumia 640, 640 XL, 540 и 430.
В 2019 году Microsoft запретила разработчикам опубликовывать и обновлять игры и приложения для Windows Phone 8.1. Microsoft настоятельно рекомендует всем пользователям перейти на Windows 10 Mobile, последнюю версию Windows Phone.

## Устройства
Windows Phone 8.1 устройства выпускались компаниями Nokia, Microsoft под брендом Lumia, а также Samsung, XoloPhone, HTC, Huawei, Micromax, Fly, Prestigio и многими другими.
Начиная с Windows Phone 8.1, несколько аппаратных кнопок, которые ранее требовались на Windows Phone, более не являются необходимым условием для устройств. Шаг, который был сделан для того, чтобы позволить производителям оборудования разрабатывать устройства, которые могут работать как WP, так и на Android, а также сделать их более бюджетными.
Windows Phone теперь поддерживает экранные клавиши «назад», «домой», «поиск».
Производителям Windows Phone-устройств также больше не требуется включать в свои устройства физическую кнопку камеры на боковой стороне телефона.

## Изменения
- Изменение и улучшение Магазина Windows Phone Store, изменены некоторые части интерфейса (например, Оценки, Начальная страница и др.)[11].
- Улучшение многозадачности, но диспетчер задач по-прежнему отсутствует[11].
- Поддержка жестов[11].
- Короткое смахивание вниз с верхней части экрана будет выводить раздел быстрых настроек (так называемая шторка быстрого доступа, но в ней по-прежнему не хватает вкл/выкл сотовой передачи данных и геолокации)[11].
- Длительное смахивание вниз с верхней части экрана будет выводить полноценную историю уведомлений по аналогии с iOS и Android[11].
- Появятся независимые средства настройки громкости для звонков и мультимедиа[11].
- В смартфонах, где не используются физические сенсорные клавиши, будут использоваться наэкранные кнопки. Это повышает удобство при горизонтальной работе[11].
- Microsoft добавит сортированный поиск информации по технологии Bing Smart Search[11].
- Двойное касание для пробуждения (на Nokia Lumia уже доступно)[11].
- Поддержка сетей VPN (Virtual Private Network)[11].
- Поддержка DLNA[11].
- Усиление интеграции возможностей социальных сетей Twitter, Facebook и Вконтакте в раздел Люди[11].
- Возможность вставки третьего ряда плиток[11].
- Internet Explorer обновится до версии 11 и будут добавлены WebGL и другие функции, также улучшение для плееров в HTML5[11].
- Возможность загрузить или выгружать музыку, видео, фото и другие файлы через Internet Explorer[11].
- Добавление режима ввода T9[11].
- Расширенные настройки подключения USB[11].
- Приложения упаковываются как в XAP, так и в APPX (как на Windows 8/RT)[11].
- Клавиатура будет поддерживать функцию «Swype»[11].
- Смахивание вниз для закрытия приложений в диспетчере задач[11].
- Новый интерфейс камеры, улучшение чувствительности сенсора к ней и новый режим серийной съёмки[11].
- Автоматическое обновление для приложений из Windows Phone Store (аналог Windows 8.1)[11].
- Возможность передать изображение со смартфона на монитор или телевизор[11].
- Музыка+Видео станут раздельными. Теперь вместо них выступят приложения от Xbox (Music, Video)[11].
- Системное приложение Контроль Зарядки и контроль памяти (Battery Sense) и Data Sense[11].
- Дополнительные настройки для работы с сообщениями[11].
- Изменения работы NFC[11].
- Установка приложений и игр на карту памяти (для смартфонов, которые имеют слоты для карт памяти. Также разработчик может запретить эту возможность)[11].
- Приложения будут закрываться только двойным касанием «Назад» (Пуск, Поиск)[11].
- Возможно переместить или установить новые игры или документы на внешний накопитель[11].
- Поддержка двух SIM-карт и новые настройки для них (для новых смартфонов с поддержкой 2 SIM-карт)[11].
- Поддержка WiFi Direct[11].
- Bluetooth 4 LE (Low Energy)[11].
- Поддержка календаря Google[11].
- Поддержка формата PDF в Office.
- Проверка карты памяти на наличие ошибок и сканирование для безопасности от вирусов[11].
- Поддержка Stereoscopic 3D[11].
- Улучшение календаря (добавлены пункты День, Неделя, Месяц и Год)[11].
- Добавится приложение «Подкасты»[11].
- Некоторые улучшения в приложении Игры (Xbox Games)[11].
- SkyDrive был переименован в OneDrive по той причине, что бренд «Sky» принадлежит Sky UK Limited[11].

### Центр уведомлений
На конференции Build 2014 был показан ожидаемый центр уведомлений в Windows Phone 8.1, в котором будут собираться все уведомления, а также 4 кнопки, которые можно настроить.

### Голосовой помощник «Cortana»
В Windows Phone 8.1 был добавлен голосовой помощник «Cortana». Помощник базируется на конструкции Bing и находится на стадии бета-тестирования. Чтобы воспользоваться бета-версией Cortana, необходимо сменить язык и регион на США и, соответственно, английский язык. Cortana имеет «NoteBook» — там вы разрешаете действия, которые она может воспроизводить на телефоне.

### Windows Phone 8.1 Update 1[8]
- Уголок приложений — функция позволяет выбрать, какие приложения и параметры настройки будут доступны, когда телефоном пользуется любой другой человек, кроме владельца.
- Папки — появилась возможность создания папок прямо в главном меню. Если раньше каждый тайл запускал одно конкретное приложение, то теперь в каждую квадратную иконку можно поместить несколько ярлыков. Папка может быть трех видов — одна маленькая плитка, одна треть ширины экрана или же две трети ширины экрана. Данная функция пригодится тем, у кого на смартфоне установлено очень много программ, и поиск нужной часто занимает очень много времени. Каждой папке можно присвоить имя и группировать в ней приложения по функциональности: к примеру, можно создать папку с играми или медиаплеерами.
- Интернет через Bluetooth — возможность раздавать интернет через Bluetooth, работая в качестве точки доступа.
- Internet Explorer — научился работать с нестандартными веб-сайтами, которые могут некорректно отображаться в IЕ. Для этого в нём появилась возможность «притворяться» другими браузерами.
- Будильник — повтор сигнала каждые 5, 10, 20, 30 и 60 минут.
- Поиск — основной (и единственной) поисковой системой стала Bing (в некоторых моделях остались старые поисковые системы).

### Windows Phone 8.1 Update 2[10]
- Переработанное меню настроек. Теперь настройки распределены по категориям, при нажатии на которую откроется полный список категорий для быстрого перехода к ним.
- Разрешения для приложений — возможность контролировать, к каким разрешениям приложения имеют доступ на телефоне.
- Возможность сменить имя телефона, не прибегая к компьютеру или редактированию реестра.
- Включена поддержка Bluetooth HID для внешней периферии.
- Включена поддержка видео в формате MKV.
- Защита от повторной активации (изменение касается только новых устройств, где данная функция включена производителем).

## Носители Windows Phone 8.1
В список также включены смартфоны, получившие данное обновление.
| Модель                 | Год выпуска | Windows Phone 8.1 Cyanо | Windows Phone 8.1.1 Denim | Windows Phone 8.1.2 |
| ---------------------- | ----------- | ----------------------- | ------------------------- | ------------------- |
| Nokia Lumia 920        | 2012        | Да                      | Да                        | Нет                 |
| Nokia Lumia 820        | 2012        | Да                      | Да                        | Нет                 |
| Nokia Lumia 620        | 2013        | Да                      | Да                        | Нет                 |
| Nokia Lumia 720        | 2013        | Да                      | Да                        | Нет                 |
| Nokia Lumia 520        | 2013        | Да                      | Да                        | Нет                 |
| Nokia Lumia 925        | 2013        | Да                      | Да                        | Нет                 |
| Nokia Lumia 1020       | 2013        | Да                      | Да                        | Нет                 |
| Nokia Lumia 1520       | 2013        | Да                      | Да                        | Да                  |
| Nokia Lumia 525        | 2014        | Да                      | Да                        | Нет                 |
| Nokia Lumia 630        | 2014        | Предустановлено         | Да                        | Нет                 |
| Nokia Lumia 530        | 2014        | Предустановлено         | Да                        | Нет                 |
| Nokia Lumia 930        | 2014        | Предустановлено         | Да                        | Да                  |
| Nokia Lumia 635        | 2014        | Предустановлено         | Да                        | Нет                 |
| Nokia Lumia 830        | 2014        | -                       | Предустановлено           | Да                  |
| Nokia Lumia 730        | 2014        | -                       | Предустановлено           | Нет                 |
| Nokia Lumia 735        | 2014        | -                       | Предустановлено           | Да                  |
| Microsoft Lumia 535    | 2014        | -                       | Предустановлено           | Нет                 |
| Microsoft Lumia 435    | 2015        | -                       | Предустановлено           | Нет                 |
| Microsoft Lumia 532    | 2015        | -                       | Предустановлено           | Нет                 |
| Microsoft Lumia 430    | 2015        | -                       | -                         | Предустановлено     |
| Microsoft Lumia 540    | 2015        | -                       | -                         | Предустановлено     |
| Microsoft Lumia 640    | 2015        | -                       | -                         | Предустановлено     |
| Microsoft Lumia 640 XL | 2015        | -                       | -                         | Предустановлено     |

## Интересные факты
- В обновлении не было обнаружено настройки USB, его можно найти в поиске Bing (для этого надо изменить регион на США), но он не работает. Это может быть из-за разработки OTG. [источник не указан 2911 дней]
- 14 мая вышло новое обновление для Windows Phone 8.1 с исправлениями и улучшениями[13].
- 3 и 13 июня вышли обновления для Windows Phone 8.1, повышающие скорость и плавность работы, а также незначительные улучшения[14].
- 16 июля, в день выхода официального обновления Windows Phone 8.1, вышло обновление Windows Phone 8.1 для Preview-версии, но после многочисленных жалоб пользователей о том, что возникла проблема с шифрованием BitLocker с сетевыми ключами и появления так называемого «синего экрана смерти», в тот же день распространение обновления было прекращено. [источник не указан 2911 дней]
- Разработчикам приложений, которые участвовали в программе «Preview for Developers», чтобы получить официальное обновление Windows Phone 8.1, пришлось откатываться до версии 8.0 и устанавливать обновление стандартным способом, так как этот способ в программе не работал[источник не указан 2911 дней]. Позже, после устранения проблем с BitLocker ключами, все смартфоны начали получать обновление Windows Phone 8.1 с Lumia Cyan[7].